# Paul Kuentzmann
Paul Maurice Kuentzmann, né le 21 novembre 1940 à Paris et mort le 30 mars 2020 à Ballainvilliers est un ingénieur et physicien français connu pour ses travaux en aéronautique.

## Biographie
Après des études d'ingénieur à l’ENSAM dont il sort major en 1963 il effectue une spécialisation à SupAéro dont il est diplômé en 1965. Il obtient ensuite une thèse d'ingénieur-docteur à l'université de Lille, puis une thèse d'état à l'Université de Paris en 1973,,,.
Après un début de carrière à Sud-Aviation (laboratoire des structures nouvelles puis unité plans à long terme), il rejoint l'ONERA en 1967. Il se spécialise dans les propergols solides et fonde en 1980 le Laboratoire de Propulsion du Fauga-Mauzac. Dans ce cadre il lance avec le CNES et la société Bombrini Parodi Delfino les premières études sur les instabilités de combustion dans les moteurs à propergol solide. Ces travaux sont amplifiés en 1989 avec programme de recherche et technologie ASSM (Aerodynamic of Segmented Solid Motors) réunissant le CNES, l'ONERA, les industriels SNPE, SEP, Aérospatiale ainsi que  de nombreux laboratoires nationaux et européens.
Il est directeur scientifique de l’énergétique de 1988 à 1996, puis de la branche mécanique des fluides et énergétique jusqu’à sa retraite en 2005. dans ce cadre il s'intéresse également à la propulsion liquide. Il dirige le passage au numérique tout en veillant à préserver l'aspect expérimental avec le développement de bancs de test.
Il est également très investi dans des associations comme l'3AF dont il est président de la région Île de France et de nombreuses commissions (1962). Il est aussi président d’honneur de la Société Française de Thermique, membre de l'académie de l’air et de l’espace (2008) et de l'académie internationale d'astronautique.

## Distinctions
- Prix Plumey de l’académie des Sciences (1974).
- Chevalier dans l'ordre National du Mérite (1992).
- Prix Science et Défense (1995)[7].
- Chevalier des Palmes Académiques (1998).
- Chevalier dans l'ordre national de la Légion d'honneur (2002)[8].
- Médaille Montgolfier de la société d'encouragement pour l'industrie nationale (2005).
- Haut-conseiller de l'ONERA (2005).